# Chaoswave
Chaoswave war eine Alternative-, Groove- und Progressive-Metal-Band aus Cagliari, die im Jahr 2003 gegründet und 2011 aufgelöst wurde.

## Geschichte
Die Band wurde im Sommer 2003 vom dänischen Gitarristen Henrik „Guf“ Rangstrup, welcher ein Jahr vorher nach Italien gezogen war, gegründet. Kurze Zeit später kamen Schlagzeuger Raphael Saini, Bassist Marco Angioni und die Sänger Gesangsduo Giorgia Fadda und Fabio Carta zur Besetzung. Ein selbstbetiteltes Demo erschien im November 2004, wovon etwa 1500 Kopien abgesetzt werden konnten. Dadurch erreichte die Gruppe einen Vertrag bei DVS Records, bei dem im Jahr 2006 das Debütalbum The White Noise Within erschien. Danach folgten verschiedene Auftritte in Europa, wie etwa im selben Jahr auf dem ProgPower Europe.
Im Dezember 2007 begab sich die Band ins Studio, um das nächste Album Dead Eye Dreaming aufzunehmen. Abgemischt wurde es von Andy LaRocque (King Diamond). Als Gastmusiker war Gitarrist Steve Smyth (Nevermore, Testament) zu hören. Im Sommer 2008 verließ Bassist Marco Angioni die Band und wurde durch Michele Mura ersetzt. Im September 2008 unterschrieb die Band einen Vertrag bei Nightmare Records und veröffentlichte bei diesem Label Dead Eye Dreaming am 25. November in den USA und Kanada. Das deutsche Label Silverwolf Records veröffentlichte zusammen mit SPV Records das Album am 6. März 2009 in Europa und Japan. Im Juni 2011 verkündete die Band das vorläufige Ende aller Aktivitäten.

## Stil
Die Band spielt technisch anspruchsvollen, progressiven Thrash Metal, wobei das Spiel des Schlagzeugs an Fear Factory und Nevermore erinnert. Das Album Dead Eye Dreaming wurde dem Gegenüber als Kombination aus Nevermore und Lacuna Coil beurteilt, insbesondere der Gesang von Giorgia Fadda erinnere an jenen von Cristina Scabbia. An anderer Stelle wird ihr Gesang mit jenem von Anneke van Giersbergen von The Gathering verglichen.

„Musik, die man als gelungene Mischung aus harten Speed-Riffs, gepaart mit aggressivem Schlagzeug und interessanten Wechselgesängen aus männlicher und weiblicher Stimme beschreiben kann. Gnadenlose Härte, von viel Herzblut getragen. So darf man viele der Stücke beschreiben, ohne zuviele Quervergleiche anzuwenden. Das wäre auch nicht gerecht, dann nur gelegentlich meint man, Anleihen bei NEVERMORE, LACUNA COIL und sogar von SYSTEM OF A DOWN vernehmen zu können.“

## Diskografie
- 2004: Chaoswave (Demo, Eigenveröffentlichung)
- 2004: The White Noise Within (Album, DVS Records)
- 2009: Dead Eye Dreaming (Album, Nightmare Records (USA, Kanada), Silverwolf Records / SPV Records (Europa, Japan))